# Louis Jacob van Zyl
Louis Jacob van Zyl (ur. 20 lipca 1985) – południowoafrykański lekkoatleta, płotkarz.
Największe indywidualne sukcesy odnosił w biegu na 400 metrów przez płotki:
- złoty medal na Mistrzostwach Świata Juniorów w Lekkoatletyce (Kingston 2002)
- 3. miejsce w Światowym Finale IAAF (Monako 2005)
- złoty medal podczas Igrzysk Wspólnoty Narodów (Melbourne 2006), van Zyl jest aktualnym rekordzistą tej imprezy (48,05)
- 2 złote medale na Mistrzostwach Afryki w Lekkoatletyce (Bambous 2006 & Addis Abeba 2008)
- 2. miejsce podczas Światowego Finału IAAF (Stuttgart 2006)
- 2. miejsce na Pucharze Świata w Lekkoatletyce (Ateny 2006)
- 1. miejsce podczas Igrzysk Afrykańskich (Algier 2007)
- 5. miejsce na Igrzyskach Olimpijskich (Pekin 2008)
- 2. lokata podczas Światowego Finału IAAF (Saloniki 2009)
- 5. miejsce w biegu na 400 metrów przez płotki podczas pucharu interkontynentalnego (Split 2010)
- srebrny medal Igrzysk Wspólnoty Narodów (Nowe Delhi 2010)
- brązowy medal Mistrzostw Świata (Daegu 2011)

Van Zyl był również mocnym punktem południowoafrykańskiej sztafety 4 × 400 metrów, z którą zdobył m.in.:
- srebro podczas Mistrzostw Świata Juniorów w Lekkoatletyce (Grosseto 2004)
- srebro na Igrzyskach Wspólnoty Narodów (Melbourne 2006)
- złoty medal Mistrzostw Afryki (Addis Abeba 2008)
- 8. miejsce Igrzysk Olimpijskich (Londyn 2012)

W 2001 podczas mistrzostw świata juniorów młodszych w Debreczynie van Zyl biegł na ostatniej zmianie południowoafrykańskiej sztafety szwedzkiej, która zdobyła brązowy medal ustanawiając do dziś aktualny rekord Afryki kadetów (1:51,35).

## Rekordy życiowe
- bieg na 400 m przez płotki – 47,66 (2011) rekord RPA[2]
- bieg na 300 m – 32,32 (2009)
- bieg na 400 m – 44,86 (2011)